# بو بوي

بو بوي هي شطيرة تقليدية من لويزيانا يتم حشوها عادة من اللحوم أشهرهم لحم البقري المشوي أو مأكولات بحرية مقلية  ويتم تقديمها في خبر نيو أورلينز الفرنسي المعروف بقشرته الهشة.